# 溫丘哈薩山
12°48′36″S 75°11′14″W / 12.81000°S 75.18722°W
溫丘哈薩山（Winchu Q'asa），是秘魯的山峰，位於該國中南部萬卡韋利卡大區，由萬卡韋利卡省的新奧科羅區負責管轄，屬於瓊塔山脈的一部分，海拔高度5,000米。